# 두터움
두터움은 돌의 근거를 확보해 안정되어 있고 중앙 방면에의 발전성과 활동성, 활용성을 두루 갖춘 것, 세력이 좋은 것을 의미한다. 두텁다의 반의어는 엷다이며, 두터운 세력, 두터운 실리, 두터운 모양, 두터운 끝내기와 같은 용어에서 사용된다.